# Andrena formosana
Andrena formosana är en biart som beskrevs av Cockerell 1911. Andrena formosana ingår i släktet sandbin, och familjen grävbin. Inga underarter finns listade i Catalogue of Life.